# Berry Good
Cette page contient des caractères spéciaux ou non latins. S’ils s’affichent mal (▯, ?, etc.), consultez la page d’aide Unicode.
Berry Good (hangeul : 베리굿 ; romanisé : Beri Gut) est un girl group sud-coréen, originaire de Séoul, actif entre 2014 et 2021. Formé par Asia Bridge Entertainment en 2014, le groupe est composé de : Subin, Iera, Nayeon, Daye, Taeha, Seoyul, Gowoon, Johyun, et Sehyung. Elles débutent avec le single Love Letter en mai 2014. 
Le 12 mai 2021, JTG Entertainment annonce que le groupe se sépare officiellement,.

## Histoire

### Débuts et changement de membres (2014–2015)

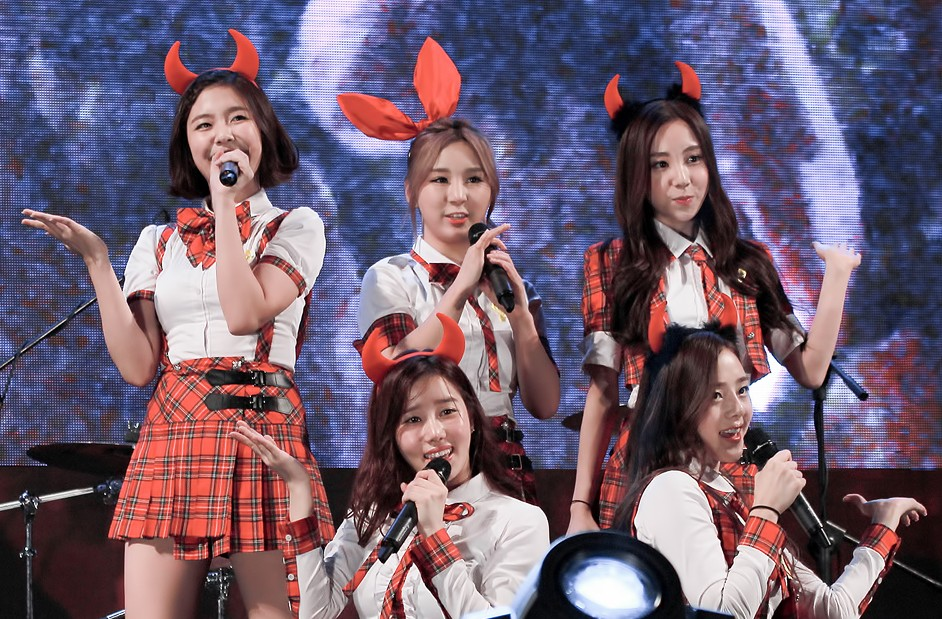
Membres d'origine. À partir de la gauche dans le sens horlogé : Gowoon, Nayeon, Iera, Subin et Taeha.

Berry Good débute le 21 mai 2014 avec le clip vidéo de Love Letter, un remake de la chanson sortie par Click-B en 2000,,. Le single homonyme est mis en ligne le jour suivant, lorsqu'elles commencent les promotions du titre au M! Countdown. 
En janvier 2015, Asia Bridge Entertainment annonce le départ de Subin, Iera et Nayeon, et présente trois nouvelles membres : Seoyul,, Daye et Sehyung,,. Leur second single Because of You est publié le 9 février,,. Elles commencent les promotions le 10 février au The Show de SBS MTV. Le 23 septembre 2015, leur troisième single My First Love est publié. Deux clips vidéos sont produits, dont un où apparaît l'actrice Kim Bo-ra. La chanson est l'œuvre du compositeur Joo Tae-young, et est interprété pour la première au Hallyu Dream Concert le 20 septembre 2015,, et ses promotions commencent le 22 septembre au The Show.

### Very Berry, arrivée de Johyun etGlory(2016–2019)
Le 11 mars 2016, Berry Good lance une campagne à financement participatif pour produire son premier EP sur Makestar. Leur but d'atteindre les 10 millions de wons (₩) est atteint en dix jours,, et la campagne remporte finalement 16 084 438 wons (soit 160,8 % de son objectif initial). Le 20 avril, l'EP à financement participatif intitulé Very Berry, avec son titre principal Angel, est publié. Leur prochaine sortie est aussi financée sur Makestar. Le projet démarre le 1er septembre en tant qu'un nouveau single, mais deviendra plus tard un EP,, et obtiendra finalement 26 896 790 wons, soit 268,97 % de son poobjectif initial de 10 millions de wons. Parallèlement à ce retour, le 25 octobre le groupe ajoute une nouvelle membre, Johyun, formant maintenant un groupe de six membres. Trois des quatre titres de leur nouvel EP, incluant le titre principal Don't Believe, sont interprétés pour la première fois via le programme K-poppin' d'Arirang Radio une journée avant sa sortie. Le clip vidéo officiel de Don't Believe, et le second EP du groupe Glory, sont mis en ligne le 1er novembre.

### Départ des membres et séparation (2020–2021)
Le 5 novembre 2020, Berry Good revient avec le nouveau single numérique Accio en tant que quatuor, qui est inclus dans leur quatrième EP Undying Love, publié le 19 janvier 2021.
Le 22 février 2021, Gowoon et Seoyul annoncent que leurs contrats avaient expiré et qu'ils quitteraient le groupe. Le 12 mai 2021, Berry Good se sépare officiellement après des discussions avec les membres restants. JTG Entertainment annonce qu'ils ont été acquis par Star Weave Entertainment, Johyun rejoindra Star Weave Entertainment, tandis que Sehyung quittera l'agence. 

## Image et style musical
Berry Good commence sa carrière avec des titres dance avant de sortir sa première ballade My First Love en septembre 2015. La piste est décrite comme un « morceau mélancolique représentant un premier amour différent des expériences amoureuses habituelles que les autres chansons ont tendance à défendre ». Afin de promouvoir le titre Don't Believe en novembre 2016, Berry Good subit un changement de style afin d'enlever son image de jeune fille, soignée et pure, ajoutant des éléments dance et tropical pop à sa musique.

## Anciennes Membres
| Nom de scène | Nom de scène | Nom de naissance | Nom de naissance | Date de naissance | Nationalité  | Position                                                                  |
| Romanisé     | Coréen       | Romanisé         | Coréen           | Date de naissance | Nationalité  | Position                                                                  |
| ------------ | ------------ | ---------------- | ---------------- | ----------------- | ------------ | ------------------------------------------------------------------------- |
| Subin        | 수빈         | Kim Su-bin       | 김수빈           | 4 septembre 1994  | Sud-coréenne | Danseuse principale, rappeuse secondaire, chant, visuel, visage du groupe |
| Iera         | 이라         | Jeong Yi-ra      | 정이라           | 10 avril 1995     | Sud-coréenne | Rappeuse principale, chant                                                |
| Taeha        | 태하         | Yoo Tae Ha       | 유태라           | 6 octobre 1995    | Sud-coréenne | Leader, chanteuse principale, danseuse secondaire                         |
| Johyun       | 조현         | Shin Ji-won      | 신지원           | 14 avril 1996     | Sud-coréenne | Chant, visuel                                                             |
| Nayeon       | 나연         | Kim Na-yeon      | 김나연           | 15 mai 1996       | Sud-coréenne | Chanteuse principale                                                      |
| Seoyul       | 서율         | Seo Yu-ri        | 서유리           | 26 novembre 1997  | Sud-coréenne | Chanteuse secondaire, danseuse secondaire                                 |
| Daye         | 다예         | Kim Hyeon-jeong  | 김현정           | 25 février 1998   | Sud-coréenne | Rappeuse secondaire, chant                                                |
| Sehyung      | 세형         | Kang Se-hyung    | 강세형           | 13 décembre 1998  | Sud-coréenne | Rappeuse principale, danseuse principale, chant                           |
| Gowoon       | 고운         | Moon Yu-jeong    | 문유정           | 28 décembre 1998  | Sud-coréenne | Chanteuse secondaire, maknae (la plus jeune)                              |

## Discographie

### Albums studio
| Titre       | Détails de l'album                                                                                             | Meilleures positions | Ventes              |
| Titre       | Détails de l'album                                                                                             | Gaon Music Chart     | Ventes              |
| ----------- | --- | -------------------- | ------------------- |
| Free Travel | - Date de sortie : 16 août 2018 - Labels : JTG Entertainment, Kakao M - Formats : téléchargement numérique, CD | 26                   | COR : plus de 1 497 |

### Mini-albums (EPs)
| Titre        | Détails de l'album | Meilleures positions | Ventes              |
| Titre        | Détails de l'album | Gaon Music Chart     | Ventes              |
| ------------ | --- | -------------------- | ------------------- |
| Very Berry   | - Date de sortie : 20 avril 2016 - Labels : Asia Bridge Entertainment, JTG Entertainment, CJ E&M - Formats : téléchargement numérique, CD | 23                   | COR : plus de 1 307 |
| Glory        | - Date de sortie : 1er novembre 2016 - Labels : JTG Entertainment, CJ E&M - Formats : téléchargement numérique, CD                        | 25                   | COR : plus de 1 450 |
| Fantastic    | - Date de sortie : 25 mai 2019 - Labels : JTG Entertainment, Kakao M - Formats : téléchargement numérique, CD                             | 38                   | COR : plus de 944   |
| Undying Love | - Date de sortie : 19 janvier 2021 - Labels : JTG Entertainment, OGAM Entertainment - Formats : téléchargement numérique, CD              | 65                   | COR : plus de 833   |

### Album single
| Love Letter                                                                                                 | - Date de sortie : 22 mai 2014 - Labels : Asia Bridge Entertainment, KT Music - Format : Téléchargement numérique | — | NC |
| « — » signifie qu'aucun classement n'a été atteint ou qu'aucube sortie n'a été effectuée dans cette région. | |   |    |

### Singles
| Titre | Année | Meilleures positions | Album               |
| Titre | Année | COR                  | Album               |
| --- | ----- | -------------------- | ------------------- |
| Love Letter (러브레터)                                                                                      | 2014  | —                    | Love Letter         |
| Because Of You (요즘 너 때문에 난)                                                                          | 2015  | —                    | Very Berry          |
| My First Love (내 첫사랑)                                                                                   | 2015  | —                    | Very Berry          |
| Angel | 2016  | —                    | Very Berry          |
| Don't Believe (안 믿을래)                                                                                   | 2016  | —                    | Glory               |
| Bibbidi Bobbidi Boo (비비디 바비디 부)                                                                      | 2017  | —                    | Non issu d'un album |
| Green Apple (난풋사과)                                                                                      | 2018  | —                    | Free Travel         |
| Mellow Mellow                                                                                               | 2018  | —                    | Free Travel         |
| This Winter (이 겨울에)                                                                                     | 2018  | —                    | Fantastic           |
| Oh! Oh! | 2019  | —                    | Fantastic           |
| Accio (함께떠나요)                                                                                          | 2020  | —                    | Undying Love        |
| Time For Me (할래)                                                                                          | 2021  | —                    | Undying Love        |
| « — » signifie qu'aucun classement n'a été atteint ou qu'aucube sortie n'a été effectuée dans cette région. |       |                      |                     |

### Bande originale
| Titre                                  | Année | Album                                     | Membre(s) |
| -------------------------------------- | ----- | ----------------------------------------- | --------- |
| "The Only Love" (Coréen : 하나의 사랑) | 2015  | The Mother and Daughter-in-Law OST Part 4 | Gowoon    |

## Filmographie

### Télé-réalité
| Année | Chaîne      | Émission          | Membre(s) | Rôle           | Note(s)       |
| ----- | ----------- | ----------------- | --------- | -------------- | ------------- |
| 2015  | MBC Every 1 | Her Secret Weapon | Daye      | Rôle principal | Épisodes 1-5  |
| 2015  | MBC Every 1 | Her Secret Weapon | Taeha     | Rôle principal | Épisodes 6-12 |
| 2015  | MBC Every 1 | Her Secret Weapon | Sehyung   | Invitée        | Épisode 10    |

### Émissions de variétés
| Année | Chaîne          | Émission                       | Membre(s)                      | Rôle          | Note(s)                              |
| ----- | --------------- | ------------------------------ | ------------------------------ | ------------- | ------------------------------------ |
| 2014  | Arirang TV      | Pops in Seoul                  | Tous                           | Invitées      | Épisode 2 664, le 18 juin            |
| 2014  | OBS Gyeongin TV | Music and Movies, MP3          | Tous                           | Invitées      | Épisode du 17 juillet                |
| 2014  | Arirang TV      | Pops in Seoul                  | Tous                           | Invitées      | Épisode 2 689, le 31 juillet         |
| 2014  | KBS World TV    | Explore Korea                  | Tous                           | Invitées      | Épisode 3, le 8 août                 |
| 2015  | Arirang TV      | Pops in Seoul                  | Tous                           | Invitées      | Épisode 2 850, le 5 mars             |
| 2015  | MBC Every 1     | Weekly Idol                    | Tous                           | Invitées      | Épisode 194, le 15 avril             |
| 2015  | EBS2            | Real Fun World                 | Gowoon                         | Co-animatrice | 100 épisodes (du 6 avril au 21 août) |
| 2015  | KBS2            | Let's Go! Dream Team, saison 2 | Tous                           | Invitées      | Épisode du 20 décembre               |
| 2016  | KBS2            | Let's Go! Dream Team, saison 2 | Tous                           | Invitées      | Épisode 331, le 24 avril             |
| 2016  | KBS World TV    | The Heart of K Wave            | Tous                           | Invitées      | Épisode du 29 avril                  |
| 2016  | Arirang TV      | Pops in Seoul                  | Tous                           | Invitées      | Épisode 3 160, le 11 mai             |
| 2016  | tvN             | Saturday Night Live Korea      | Taeha, Daye, Sehyung et Gowoon | Invitées      | Saison 7, épisode 12                 |
| 2016  | Arirang TV      | Pops in Seoul                  | Tous                           | Invitées      | Épisode 3 168, le 24 mai             |
| 2016  | SMG             | Korean Impression              | Sehyung                        | Co-animatrice | 8 épisodes (du 29 mai au 17 juillet) |
| 2016  | DongA TV        | Southern Restaurants           | Taeha, Daye                    | Invitées      | Épisode 8, le 12 août                |
| 2016  | MBC             | Idol Chef King                 | Tous                           | Concurrentes  |                                      |
| 2016  | KBS2            | Vitamin                        | Daye, Gowoon                   | Invitées      | Épisode du 22 septembre              |
| 2016  | MBC Every 1     | Food Map 2                     | Taeha, Sehyung                 | Invitées      | Épisode 28, le 2 octobre             |
| 2016  | DongA TV        | Southern Restaurants           | Taeha, Daye                    | Invitées      | Épisode 13, le 7 octobre             |
| 2016  | KBS2            | Money in Every Corner          | Tous                           | Invitées      | Épisode 2, le 19 octobre             |

### Programmes radio
| Année     | Station       | Titre                | Membre(s)                | Note(s)                                                                           |
| --------- | ------------- | -------------------- | ------------------------ | --------------------------------------------------------------------------------- |
| 2015–2016 | Arirang Radio | K-poppin' Ugly Truth | Gowoon                   | Co-DJ avec Kim Isak et Alexander Lee Eusebio du 17 juillet 2015 au 4 octobre 2016 |
| 2016      | KBS Cool FM   | Kiss the Radio       | Taeha, Seoyul et Sehyung | Invitées avec Naeun, Chaewon et Yena d'April, le 27 mai                           |
| 2016      | Arirang Radio | Sound K              | Tous                     | Invitées, le 2 juin                                                               |
| 2016      | Arirang Radio | Sound K              | Taeha, Sehyung et Gowoon | Invitées avec Road Boyz, 15 septembre (Spécial chuseok)                           |
| 2016      | Arirang Radio | K-poppin'            | Tous                     | Invitées, le 31 octobre                                                           |

## Vidéographie

### Clips
| Année | Titre                          | Réalisateur(s)   |
| ----- | ------------------------------ | ---------------- |
| 2014  | Love Letter                    | Kim Eun-yoo      |
| 2014  | Love Letter (Acoustic Ver.)    | Inconnu          |
| 2015  | Because of You                 | Park Byeong-hwan |
| 2015  | Because of You (Acoustic Ver.) | Inconnu          |
| 2015  | My First Love                  | Lee Kwang-jin    |
| 2015  | My First Love (Kim Bo-ra Ver.) | Inconnu          |
| 2016  | Angel                          | Plipsied         |
| 2016  | Don't Believe                  | Inconnu          |

### Apparitions dans des clips
| Année | Titre             | Artiste(s)               | Membre(s) |
| ----- | ----------------- | ------------------------ | --------- |
| 2011  | Twinkle Twinkle   | Girl's Day               | Taeha     |
| 2013  | Come As You Are   | Phantom avec Verbal Jint | Subin     |
| 2014  | WA                | Atomic Kiz               | Subin     |
| 2016  | Play Hot and Cold | Jin Won feat. Lee Ji-ae  | Johyun    |